# Amblyomma
Amblyomma és un gènere de paparres. Alguns d'ells són vectors de malalties com l'anomenada febre de les muntanyes rocoses al Brasil o l'ehrliquiosi i l'anaplasmosi als Estats Units.
D'altra banda científics del Brasil asseguren que la saliva de l'espècie Amblyomma cajennense conté substàncies capaces de matar les cèl·lules canceroses, en determinats tipus, respectant les sanes.

## Algunes espècies
- Amblyomma americanum –
- Amblyomma arianae
- Amblyomma cajennense
- Amblyomma longirostre Koch, 1844
- Amblyomma variegatum